# 綾羅島5月1日競技場
綾羅島5月1日競技場（ルンナドごがつついたちきょうぎじょう、朝鮮語: 릉라도5월1일경기장、英語: Rungrado May Day Stadium）は、1989年5月1日に完成した朝鮮民主主義人民共和国（北朝鮮）の平壌にある競技場である。綾羅島メーデー・スタジアムまたは、5.1スタジアム（5月1日はメーデー）、5.1競技場とも呼ばれる。綾羅島（ルンナド）とは、競技場のある大同江の中州の名前である。マスゲームが行われる。

## 概説
世界最大級の多目的競技場で、世界で12番目の規模を持つスポーツ施設である。最多で11万4,000人を収容できる（当スタジアムより上位に位置する競技場のほとんどは、サーキットや競馬場である）。
1989年に竣工し、同年の7月1日から7月8日に開催された第13回世界青年学生祭典のメイン会場となった。1995年4月には、北朝鮮政府主催、新日本プロレスとWCW協力という形で「スポーツと平和の祭典」が2日間に渡り開催された。メインイベントでアントニオ猪木とリック・フレアーが闘った2日目は19万人（主催者発表）の観客を集め、プロレス興行の世界最大観客数を記録した。

## ギャラリー

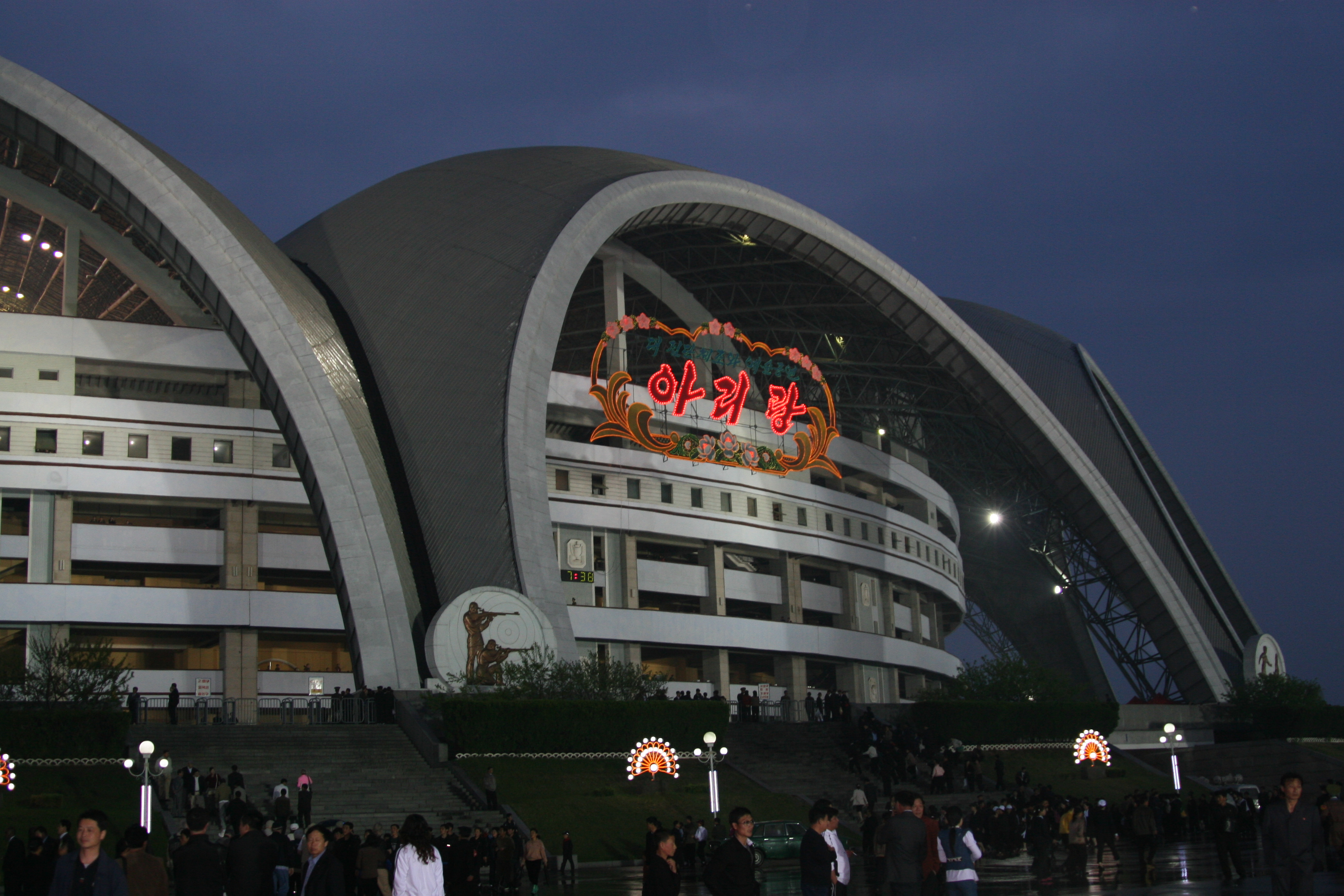
ディテール
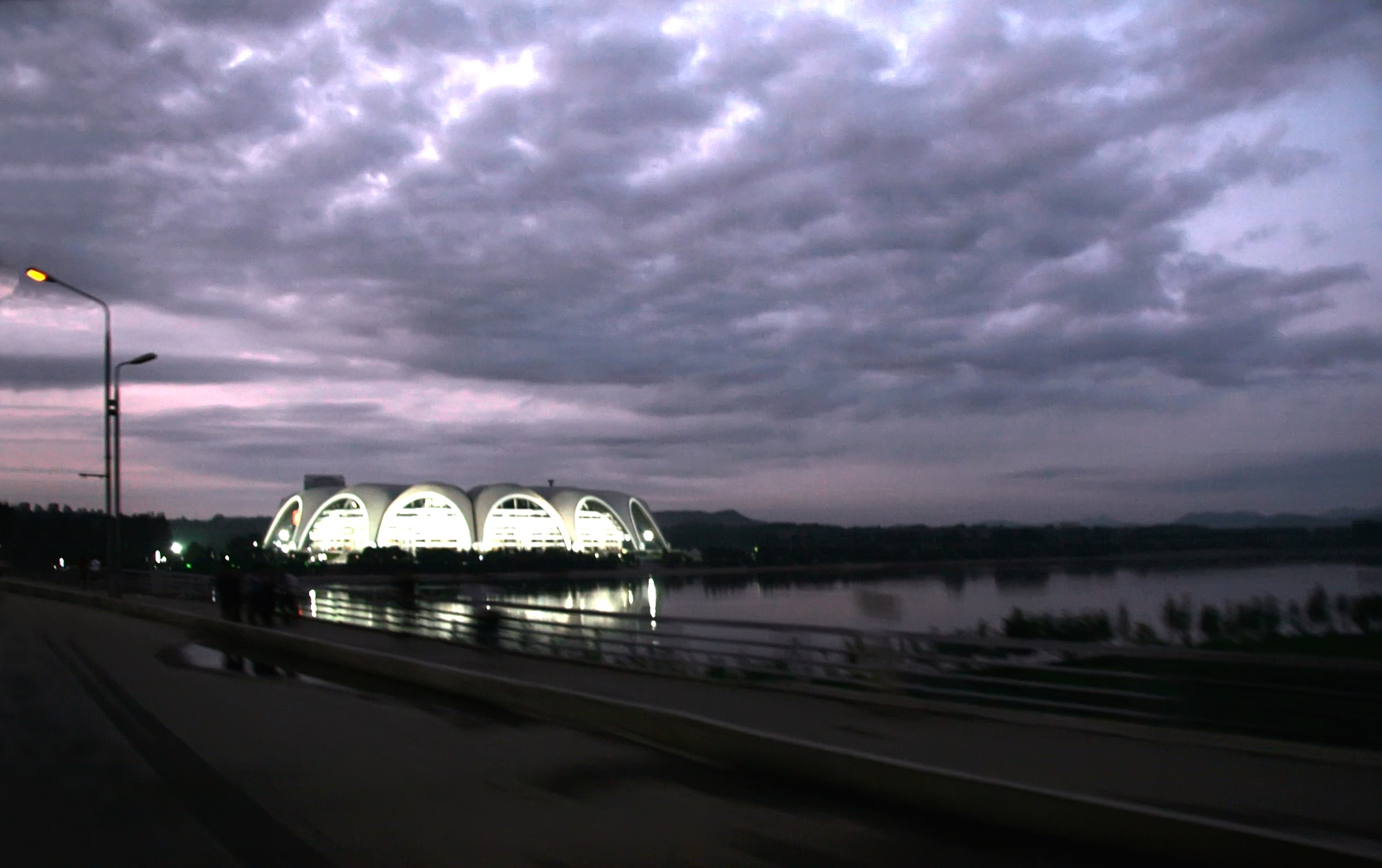
遠景
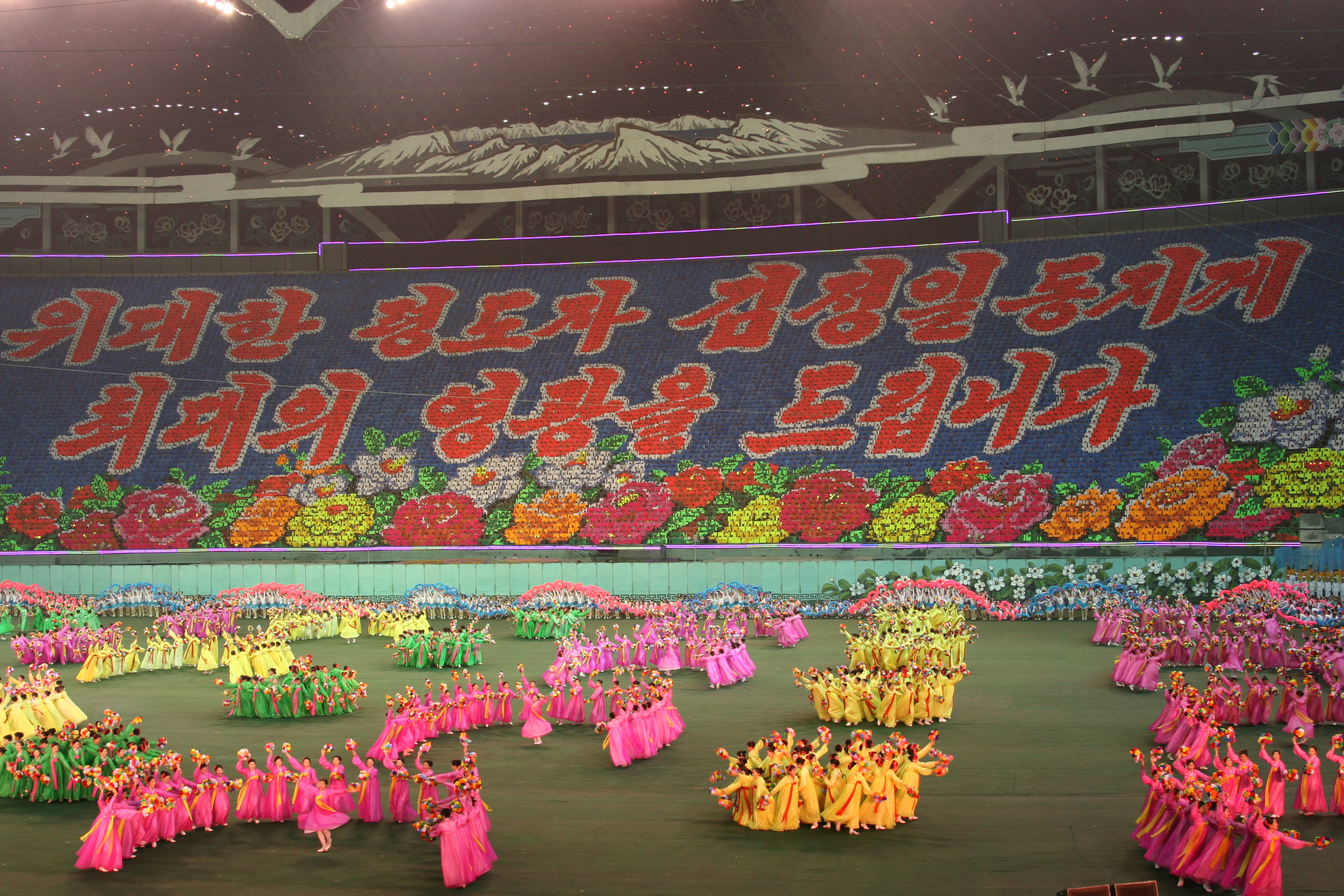
マスゲーム（アリラン公演）